# Lydia Artigas Peña
Lydia Artigas Peña, també coneguda com a Lydia Rius i la Sra. Rius, és una famosa madam barcelonina. Directora de la seva pròpia casa de cites a Barcelona, el periodista Julià Peiró va transformar el 2008 les seves discretes llegendes en el llibre sobre la seva vida: La Sra. Rius, de Moral Distreta.